# Stora Ängakärr
Stora Ängakärr är en sjö i Varbergs kommun i Västergötland och ingår i Ätrans huvudavrinningsområde.